# Витік даних Facebook і Cambridge Analytica
Витік даних Facebook і Cambridge Analytica — протизаконне використання персональних даних близько 50 млн користувачів Facebook, здійснене британською компанією Cambridge Analytica за сприяння американської компанії Facebook.

## Історія
Компанію Cambridge Analitica звинуватили у тому, що вона втручалася у вибори по всьому світу, крадучи в соцмережах персональні дані потенційних виборців і маніпулюючи їх думкою за допомогою інформаційних технологій. Значна частина даних була отримана Cambridge Analitica від компанії Facebook.
Скандал щодо незаконного використання персональних даних компанією Cambridge Analitica виник в 2017 році після несподіваної для багатьох аналітиків перемоги Дональда Трампа у президентських перегонах у США. При цьому журналістами був виявлений зв'язок між Cambridge Analytica, Facebook і членами команди новообраного президента США.
В березні 2018 західні ЗМІ оприлюднили результати ще кількох розслідувань, які висвітлюють природу досліджень Cambridge Analitica та передачу компанії приватних даних користувачів Facebook.
Колишній співробітник Cambridge Analytica Крістофер Вайлі заявив, що Brexit міг би не статися, якби не витік даних користувачів Facebook в 2016 році. За його словами, Cambridge Analytica отримала сотні тисяч фунтів стерлінгів від лобістів виходу Сполученого Королівства зі складу Євросоюзу.
Ці розслідування призвели до падіння акцій Facebook на 4.4 %, яка сприяла витоку даних 50 мільйонів американців. Аналітики вважають, що працівники Facebook знали про протизаконну передачу даних. Також був відсторонений від роботи очільник компанії Cambridge Analytica.
У серпні 2022 року Facebook уклав мирову угоду за даною справою., подробиці угоди на момент оголошення опубліковано не було.